# سريتشكو إيليك
سريتشكو إيليك هو لاعب كرة قدم بوسني في مركز الدفاع، ولد في 2 أكتوبر 1966 في سراييفو في البوسنة والهرسك. لعب مع جيلييزنيتشار ساراييفو ونادي غوريتسا.